# Kočjerigin DI-6
Kočjerigin DI-6, tudi TsKB-11 (rusko Кочеригин ДИ-6/ЦКБ-11) je bil sovjetski dvosedežni dvokrilni lovec, ki so ga razvili v 1930ih. Prvi let je bil 30. septembra 1934. Sprva naj bi ga poganjal 12-valjni tekočinsko hlajeni V-motor, kasneje so se odločili za zračnohlajeni zvezdasti motor Švecov M-25 - licenčna verzija ameriškega Wright R-1820. DI-6 je imel uvlačljivi glavni kolesi. Zadnji sedež je bil namščen nižje, za boljšo vidljivost operaterja strojnice.
V proizvodnji je bil do leta 1939. 

## Specifikacije (DI-6)
Podatki iz Shavrov 1985
Splošne karakteristike
- Posadka: 2
- Dolžina: 6,87 m (22 ft 6 in)
- Razpon kril: 9,94 m (32 ft 7 in)
- Višina: 3,2 m (10 ft 6 in)
- Površina kril: 25,15 m² (270,7 ft²)
- Teža praznega letala: 1360 kg (2998 lb)
- Naložena teža: 1955 kg (4310 lb)
- Pogon letala: 1 ×  radialni motor Švecov M-25, 522 kW (700 KM)

 Zmogljivost 
- Maks. hitrost: 372 km/h (201 vozlov, 231 mph)
- Doseg: 500 km (270 nm, 311 milj)
- Višina leta: 7700 m (25262 ft)
- Obremenitev kril: 78 kg/m² (16 lb/ft²)
- Razmerje moč/teža: 267 W/kg (0,16 KM/lb)
- Čas do višine: 10 min do 5000 m

Oborožitev

- 3× 7,62 mm (0.3 in) ŠKAS strojnice, vsaka s 750 naboji
- Do 40 kg bomb